# Ernst Hollstein
Ernst Hollstein (Karlsruhe, 9 dicembre 1886 – Offenburg, 9 agosto 1950) è stato un calciatore tedesco, di ruolo difensore.